# Amastus vandregisili
Amastus vandregisili là một loài bướm đêm thuộc phân họ Arctiinae, họ Erebidae.